# Minaucourt-le-Mesnil-lès-Hurlus
Minaucourt-le-Mesnil-lès-Hurlus település Franciaországban, Marne megyében. Lakosainak száma 46 fő (2022. január 1.). Minaucourt-le-Mesnil-lès-Hurlus Cernay-en-Dormois, Laval-sur-Tourbe, Massiges, Rouvroy-Ripont, Sommepy-Tahure, Souain-Perthes-lès-Hurlus, Virginy és Wargemoulin-Hurlus községekkel határos.

## Népesség
A település népességének változása:
| Lakosok száma | 92   | 78   | 57   | 76   | 54   | 51   | 50   | 50   | 47   | 46   |
|               | 1968 | 1982 | 1990 | 2006 | 2013 | 2015 | 2017 | 2019 | 2020 | 2022 |